# الصابرة (لمخيس)
الصابرة هو دُوَّار يقع بجماعة إسلي، عمالة وجدة أنكاد، جهة الشرق في المملكة المغربية. ينتمي الدوّار لمشيخة لمخيس التي تضم 19 دوار. يقدر عدد سكانه بـ 61 نسمة حسب الإحصاء الرسمي للسكان والسكنى لسنة 2004.

## روابط خارجية
- البوابة الوطنية للجماعات الترابية
- المندوبية السامية للتخطيط